# Balle und der Flo
Balle und der Flo waren ein Moderatoren- und Comedy-Duo aus Nürnberg.
Es bestand aus Markus Balek und Florian Schelhorn.
Balek ist Moderator, Redakteur und Stimmenimitator, Schelhorn († Juni 2014) war freiberuflicher Moderator und Kabarettist, und hauptberuflich als Bankkaufmann tätig.

## Persönliches

### Markus Balek
Balek wurde am 16. Dezember 1985 in Nürnberg geboren und wuchs im Stadtteil Katzwang auf. Nach der Grundschule besuchte er bis zum Jahr 2005 das Adam-Kraft-Gymnasium in Schwabach. Nach dem Abitur arbeitete er zunächst als Praktikant bei Radio F (Funkhaus Nürnberg) und machte dann seine Ausbildung (Volontariat). Bekannt wurde er durch die Radio-F-Morgensendung Die 3 von der Funkstelle mit Michael Lein und Michael Becker. Hier erhielt er auch seinen Künstlernamen Balle.
Von 2013 bis 2015 moderierte Balek die Frühsendung Guten Morgen Franken auf Radio F zusammen mit Marion Dorr und Helmut Föttinger, dann wechselte er zu 98.6 Charivari. Dort moderierte er bis 2020 die Morgensendung.
Seit Oktober 2020 arbeitet Balek für den Bayerischen Rundfunk. Bis Juni 2021 war er Korrespondent für die Region Westmittelfranken (Ansbach, Neustadt/Aisch-Bad Windsheim, Weißenburg-Gunzenhausen). Seit Juli 2021 arbeitet er als Redakteur und Moderator für BR Schlager in Nürnberg sowie als Moderator für BR Heimat. Seit Oktober 2021 ist er außerdem für Bayern 3 in München als Redakteur und Moderator tätig.
Bekannt wurde er in Franken auch als Stimmenimitator: Der ehemalige Präsident des 1. FC Nürnberg, Michael A. Roth, Franz Beckenbauer, Lukas Podolski, Arjen Robben und Joachim Löw gehören unter anderem zu seinem Repertoire.
Als Michael A. Roth war er regelmäßig in der Sendung Bläid Night auf Franken Fernsehen zu sehen. Zum 80. Geburtstag schrieb und sang Balek das Lied „Etz bin i 80“ und widmete es Michael A. Roth.
Des Weiteren folgten Bühnenauftritte als „diverse Persönlichkeiten“ in der Comödie Fürth im Rahmen des Programms Bläid Night – die Show mit Moderator und Gründer Marcel Gasde.

### Florian Schelhorn
Schelhorn wurde am 24. November 1986 in Coburg geboren und wuchs in Rödental auf. 2002 zog er nach Nürnberg und absolvierte nach der Mittleren Reife eine Lehre zum Bankkaufmann. Im Gegensatz zu Markus Balek war Schelhorn nebenberuflich beim Funkhaus Nürnberg angestellt.
Florian Schelhorn kam Anfang Juni 2014 zusammen mit einem seiner Brüder und deren Mutter bei einem Autounfall in Spanien ums Leben.
Sowohl Balek als auch Schelhorn lebten lange Zeit im Nürnberger Stadtteil Katzwang, später in Schwabach.

## Karriere
Balek und Schelhorn waren bereits lange vor ihrer Zeit als Comedy-Duo befreundet. Ihre Karriere begann 2008, als Markus Balek in der Sendung Bläid Night auf Franken TV zu sehen war. Da er seine Stimmenimitation, die hauptsächlich Fußballprofis sowie andere Größen des Sport beinhaltet, in der Sendung wie ein Sportstudio gestalten wollte, benötigte er hierfür einen Interviewpartner.
Florian Schelhorn war sofort dabei. Vom Moderator der Sendung, Marcel Gasde, erhielten die beiden letztendlich auch ihr Pseudonym, als er sie mit den Worten „Das waren Balle und der Flo“ aus der Sendung verabschiedete.
Bereits im Jahr 2008 folgten die ersten Live-Auftritte vor Publikum, da die Verantwortlichen bei Radio F erkannten, welches Potential in den beiden steckte. Balle und der Flo wurden ins Event-Programm des Funkhaus Nürnberg aufgenommen.
Höhepunkte ihrer bisherigen Karriere waren die Auftritte am Fürth Festival, beim Radrennen um die Nürnberger Altstadt, wo sie an einem Tag auf insgesamt drei Bühnen zu sehen waren sowie bei Horch zou, schau hie, einer fränkischen Kabarett-Veranstaltung mit mehreren, in der Region bekannten Künstlern.
Neben ihrem Comedy-Programm moderierten beide auch Veranstaltungen wie beispielsweise ein Testspiel der SpVgg Greuther Fürth gegen den ASV Fürth während der Sommerpause der Bundesliga 2009. Jedoch brachten sie auch dabei Ausschnitte aus der normalen Show ein.
Nach einer gut einjährigen Schaffenspause traten beide seit Jahresbeginn 2011 wieder auf. In diesem Jahr kamen beide auch ihrem Ziel, beim 1. FC Nürnberg Fuß zu fassen ein Stück näher, indem sie ein Spiel der Traditionsmannschaft des 1. FCN gegen Die Burgglubberer Abenberg moderierten und Ex-Profis wie Saša Ćirić sogar während des Spiels zum Lachen brachten.

## Programm
Zu Beginn ihrer Laufbahn bestand das Programm von Balle und der Flo aus einem fiktiven Sportstudio mit dem Namen Siggi's Sportstudio. Während Schelhorn als etwas dümmlicher, fränkischer Moderator Siggi Bredschneider agierte, mimte Balek Größen des Sports wie Hans Meyer, Michael A. Roth, Lukas Podolski und Franz Beckenbauer. Die damalige Länge des Programms betrug rund 25 Minuten.
Für den ersten Live-Auftritt erweiterten beide das Programm um eine Parodie zweier Wirtshausgäste sowie einer Szene in einer Bäckerei mit zwei älteren Damen. Da dies jedoch beim Publikum nicht so gut ankam, beschränkten sich beide wieder auf das Imitieren von Sportlern. Das Programm wurde ausgebaut und um weitere Sportler wie Arjen Robben erweitert. Die Rolle des Siggi wechselte vom tollpatschigen Franken zum seriösen Moderator mit Anzug und Krawatte.

## Sonstiges
Balle und der Flo pflegten gute Kontakte zu der Mundart-Band Pengertzratzen, mit welcher sie auch zusammen auftraten.